# プレイボーイ (雑誌)
『プレイボーイ』（PLAYBOY）は、1953年にアメリカ合衆国のヒュー・ヘフナーらによってシカゴで創刊された成人向け娯楽雑誌である。

## 概要

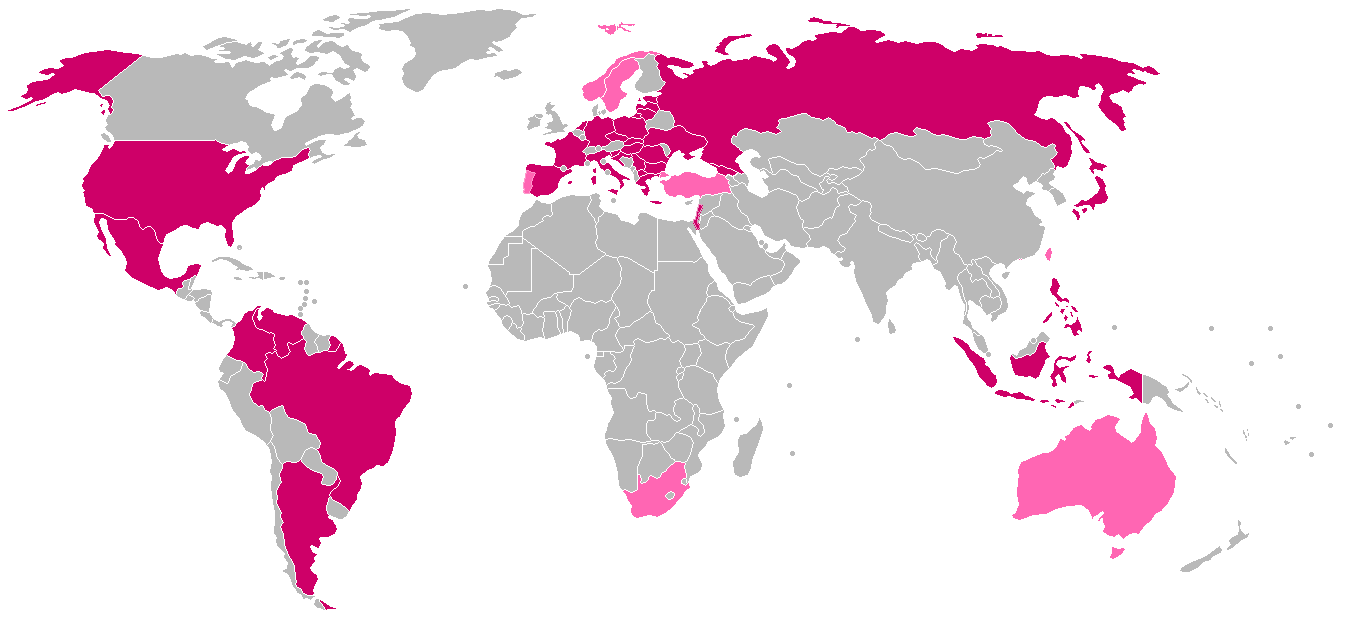
雑誌「プレイボーイ」が発行されている地域を示す。濃いピンクは今日（2009年時点）、地域版が販売されている国、薄いピンクは一度でも販売された国を示す。なお、日本は同年休刊となっている。

ヒュー・ヘフナーにより1953年に発売が開始され、この雑誌の成功により、出版元はあらゆるメディアに広がる Playboy Enterprises, Inc. に成長した。21世紀初頭現在、『プレイボーイ』は世界でも最も良く知られたブランドのひとつであり、アメリカ合衆国だけでなく、各国版が世界各地で発行されている。
同誌はアメリカ人のインテリ層からは、「知的で上品な雑誌」と見られているとデーブ・スペクターも証言している。性のヌード写真に加えて政治、ファッション、スポーツ、セレブリティのトピックや、アーサー・C・クラークなど著名な作家による短編小説などを掲載。政治上の係争点について「言論の自由」「表現の自由」を重視したリベラルな見解を表明することでも知られている。同誌はアメリカのセックス革命でも重要な役割を果たした。また1973年に旅行で渡米した写真家やマスコミ関係者は、当時から『プレイボーイ』には女性の性器が写っていたと異口同音に証言しており、その表現の自由重視の姿勢に驚きと感銘を受けたという。
『プレイボーイ』の「趣味のよい」「質の高い」ヌード写真は、ライバル誌である『ペントハウス』とともに、1970年代から創刊された「ハードコア」なポルノ雑誌に対して「ソフトコア」と分類されることもある。

## 歴史

### 創刊

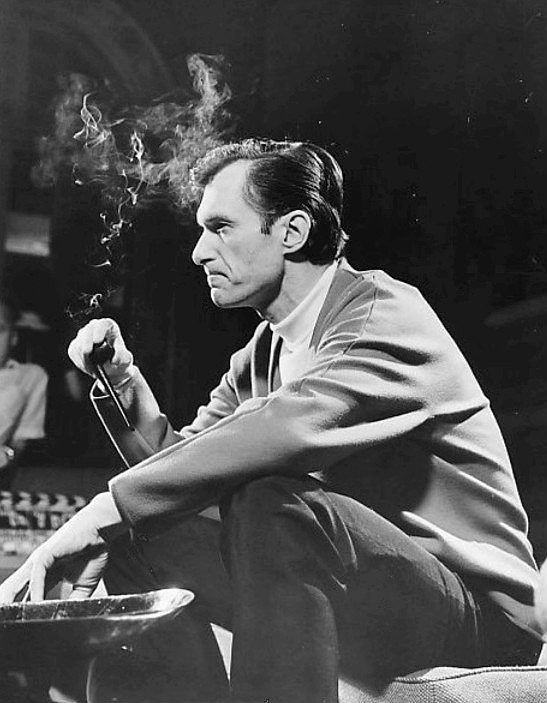
ヒュー・ヘフナー（1966年）

『エスクァイア』誌でコピーライターとして働いていたヘフナーは、5ドルの昇給を求めて拒否された為、退社して女性のヌードが掲載された洒落た男性向け雑誌を創刊することを考え、1952年に独立した。ヘフナーは創刊号出版にあたり数千ドルを借金し、さらに第2弾が出せるのかヘフナーには確信がもてなかったこともあり、1953年9月に発行された創刊号には日付が入っていない。初めての表紙の写真はノーマ・ジーン（後のマリリン・モンロー）だった。
その写真はカレンダー用に撮影された彼女のヌード写真と共に手に入れた一枚で、『プレイボーイ』誌のための撮りおろしではなかった。ヘフナーはなかなか気に入ったピンナップガールが見つからなかったが、新聞でシカゴのカレンダー会社がマリリン・モンローの写真を所有しているという記事を見てこれだ、とひらめいた。彼が使える金額は千ドルで、足りるかどうか不安だったが、所有者のバウムガースは六百ドルを提示してきた。ヘフナーは内心安堵したが、それを五百ドルに値切って写真と転載権をめでたく手にした。創刊号は即座に話題となり、数週間で売り切れとなった。1冊の値段は50セントで、発行部数は53,991部だった。

### 命名
なお当初、『プレイボーイ』誌のタイトルは『スタッグ・パーティ』（「男ばかりの会合」の意）になる予定だった。だが、それまでまるで関わりのなかったアウトドア誌『スタッグ』（“男子専科”の意）からヘフナーに接触があり、もしその名前で雑誌を販売するなら、自分たちの登録商標を守るべく法的措置をとるつもりだと告げられる。ヘフナーと、共同設立者であり取締役副社長のエルドン・セラーズは、会ってこの問題を話し合い、これに代わる新しい名前を考えた。
ニューヨーク州バッファローで1947年から1951年まで自動車を製造していた「プレイボーイ自動車会社」に母親が勤めていたセラーズが、新しいタイトルに「プレイボーイ」（「遊び人」の意）はどうかと提案した。

### 全米一の男性誌
すぐに2冊目を出す準備を開始し、いつ出るかわからなかったものの、2冊目は創刊号を超える売り上げを確保した。1954年に3号目を全米で発行するに当たり、共同編集者に作家のレイ・ラッセル。カメラマン主任に日系アメリカ人のヴィンス・タジリを採用するなど安定したチームを結成し、さらにヘフナーの家をオフィス代わりに使っていたものを、シカゴの専用のオフィスに移転した。
売り上げは3年目には100万部を突破し、これまでの男性誌ではなかった美しいピンナップや洒落たイラスト、プレイメイト（今月の女の子）やセンターフォールド（中折ピンナップ）など、今では当たり前の様々なアイディアを投入した。
さらにダイナースクラブやメルセデス・ベンツ、男性用香水などの広告も掲載するなど、第二次世界大戦後の好景気を背景にした消費行動に支えられた。販売部数が好調なことから、シカゴの中心地にスタジオ付きの自社ビルを購入し、全米一の男性誌に上り詰めた。

### 最盛期

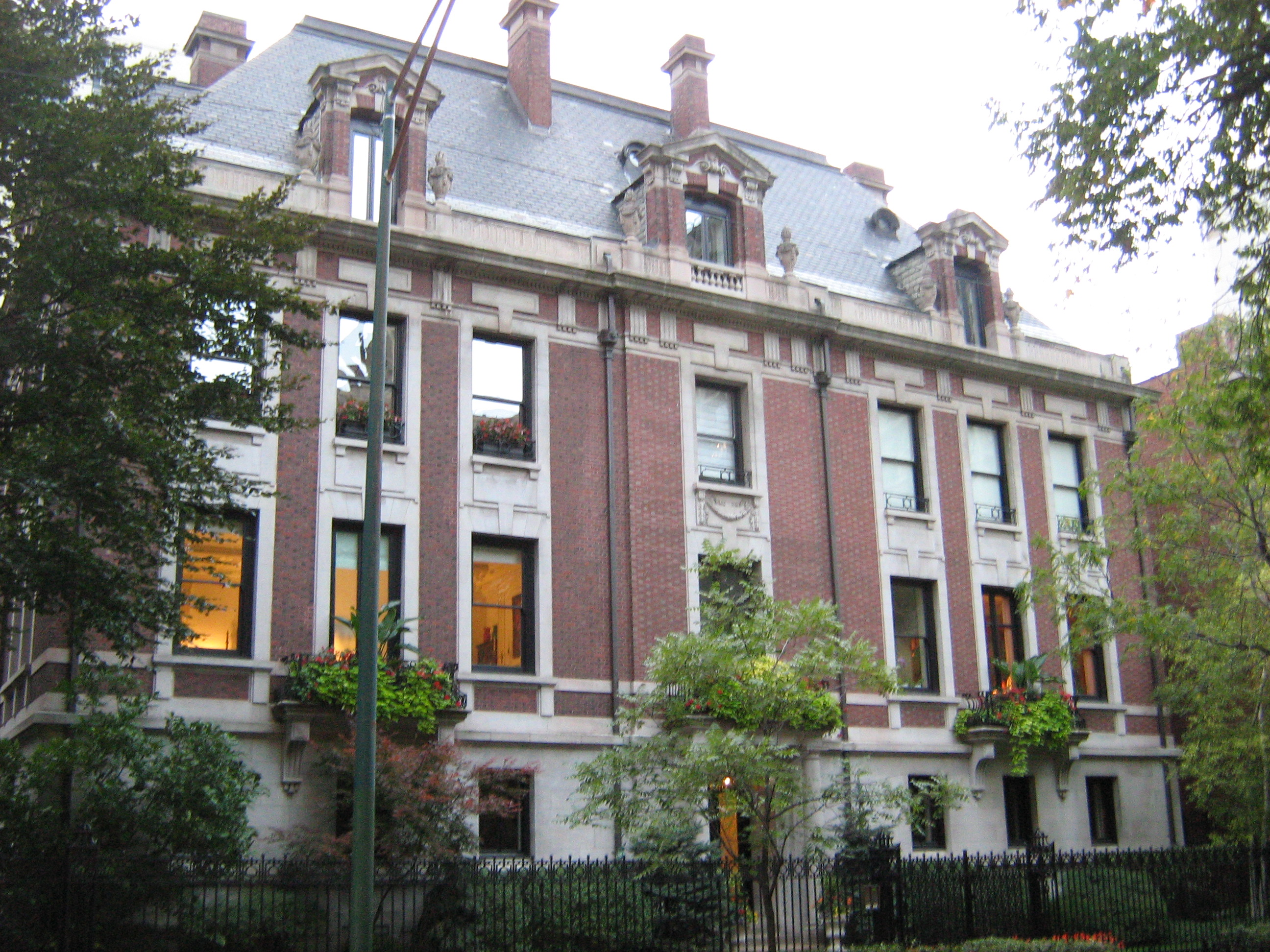
「プレイボーイ・マンション」（シカゴ）

1950年代後半から1970年代前半にかけて、洒落た紙面レイアウトに女性ピンナップ、そしてマーティン・ルーサー・キングやマルコムX、ジャン＝ポール・サルトル、フィデル・カストロなど広範な層へのインタビューと並び、著名な作家の作品など、文化的意義を強く押し出した内容が特にベビーブーマー世代に対して大きな人気を博し、ジョン・F・ケネディ大統領も読んでいることを公言した。
しかし1963年6月に、シカゴ警察によりヘフナーがわいせつ図書の製作及び販売の容疑で逮捕されるが（罪状はジェーン・マンスフィールドのヌード）、11月より行われた裁判で表現の自由を訴え「無罪を勝ち取った」。
また1950年代から、ヘフナーが個人的にも支援していた公民権運動の支持や、1960年代にはベトナム戦争反対を表明、さらにベトナム戦争へのアメリカ軍の慰問や戦争孤児問題への協力を行った。また性の自由化や女性の権利、ピル使用の是非、核実験の反対、さらにはLSDやマリファナ使用の是非など、社会的な問題に対して様々な形で影響を与えた。
『プレイボーイ』で過去に最も売れたのはベトナム戦争中の1972年11月号で、716万1561冊を記録した。また、この号に含まれていたレナ・ショブロムのヌード写真は、その一部がスキャンされて画像圧縮アルゴリズムの評価用テスト・イメージとして標準的に使用されるようになった。この画像は同分野では単に「レナ」として知られている。

### 事業多角化

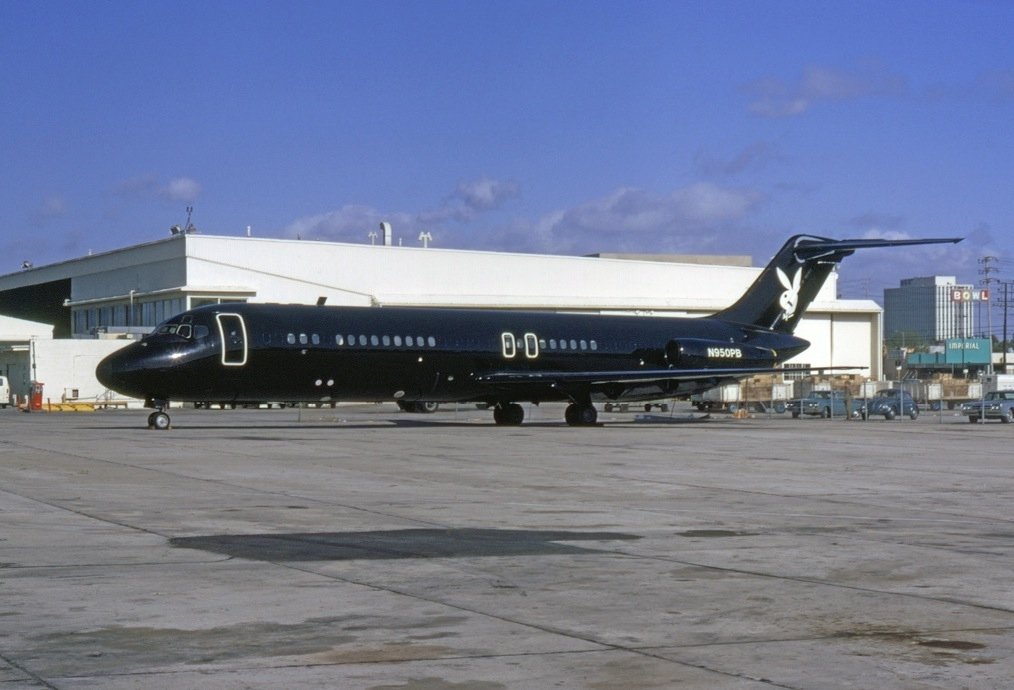
プレイボーイ・エンタープライズDC-9-32型機

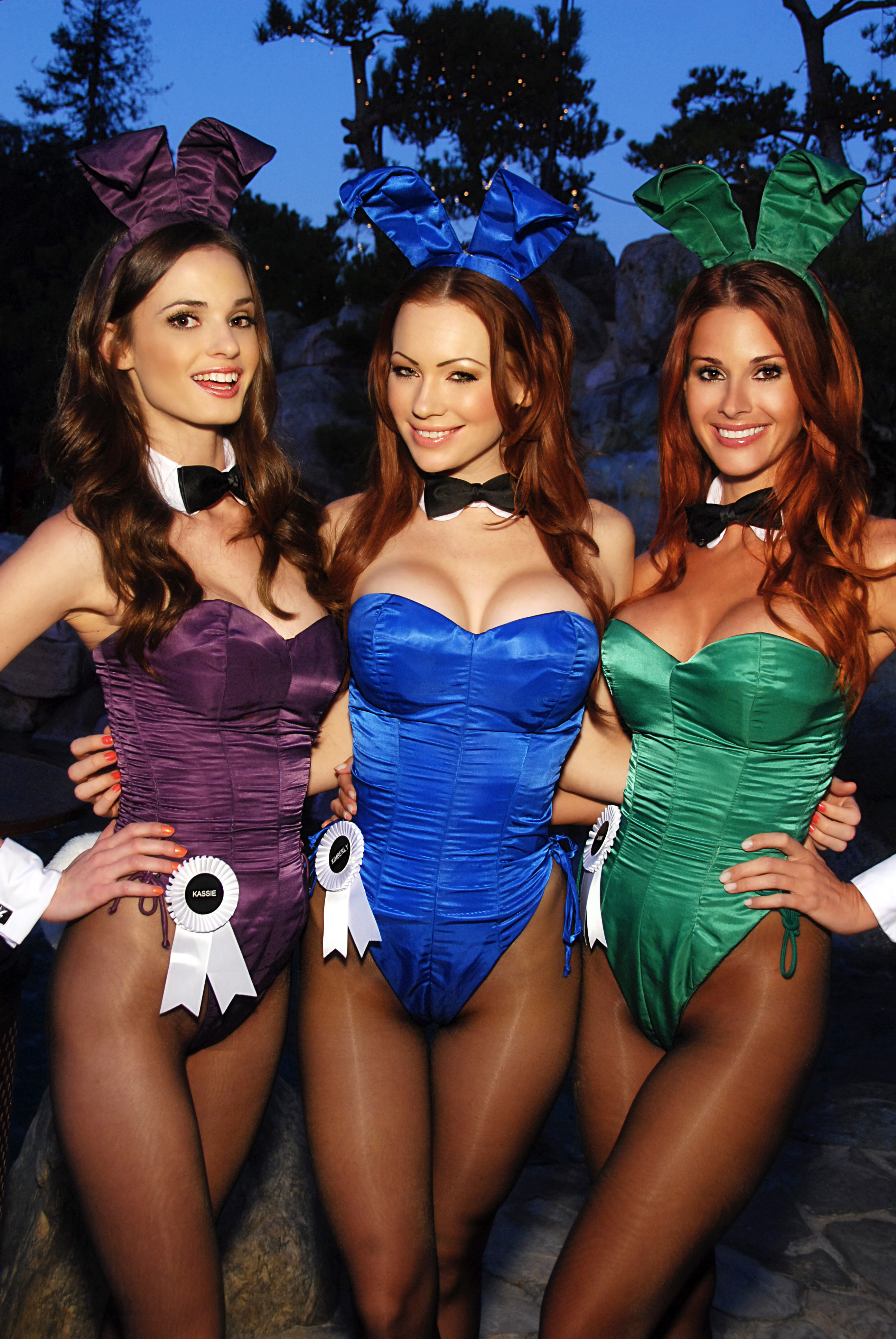
プレイボーイクラブで働くウェートレス「プレイボーイ・バニー」が着用するバニーガールの衣装（2011年撮影）

また1950年代後半には「プレイメイト」にシンボルであるウサギをイメージしたコスチューム・バニー・ガールの格好をさせウェイトレスに使い、アレサ・フランクリンやナット・キング・コールを生でを聴かせる会員制高級クラブ「プレイボーイ・クラブ」を、シカゴを皮切りにニューヨークやセントルイス、マイアミやロサンゼルスに、さらにカジノを設けた店舗をロンドンなどにオープンするなど、世界観を広げつつ事業の多角化を進めた。
テレビジョンや映画製作など新しいメディアへの進出、ホテル市場への進出もすすめた。また、自宅の「プレイボーイ・マンション」（シカゴ市内）でのフランク・シナトラやサミー・デイヴィスJr.、ウディ・アレンなどを呼んだ豪勢なパーティーや、回転ベッドやシャワーを完備したダグラスDC-9を所有し（プレイボーイ・エンタープライズが所有）、宣伝を兼ねてアメリカ国内を飛びまわった。

### 人気下降

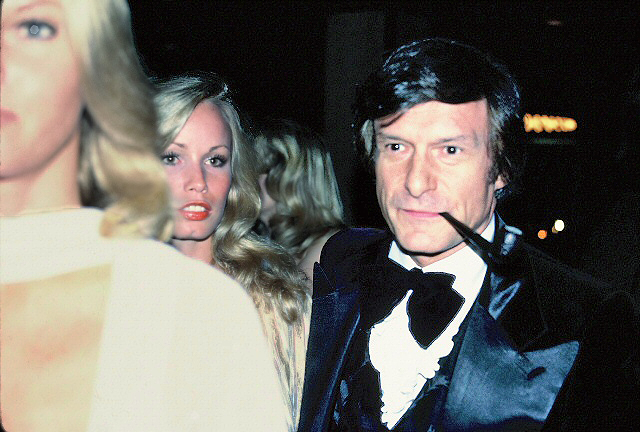
ヒュー・ヘフナー（1978年）

しかし、1970年代中盤に販売のピークを迎えると、『プレイボーイ』誌は部数的にも文化的意義や適合性という見地でも下降が見られるようになる。1970年代に現れた『ペントハウス』やそれに続く『ハスラー』、『Oui』や『Gallery』といった同フィールドでの競合誌、1980年代に現れたポルノビデオも原因だった。
また映画産業や音楽、ホテルやリムジンサービスなどへの投資が赤字になった上に、社長秘書の麻薬が絡んだ自殺事件が起こるなど、会社始まって以来の危機的状況に陥った。
その危機的状況に対して、赤字事業の売却や閉鎖を進めたうえ、初のヘアヌードの導入や、ケーブルテレビへや衛星放送への進出、また『プレイボーイ』は以前つかんでいた18-35歳男性という購買層に対して再主張するべくページのつくりを多少変更し、「プレイボーイ・インタビュー」にヒップホップのアーティストを登場させるなど、読者に適切な人選と内容に焦点をあてることで対応し、この危機を潜り抜けた。

### 株式上場

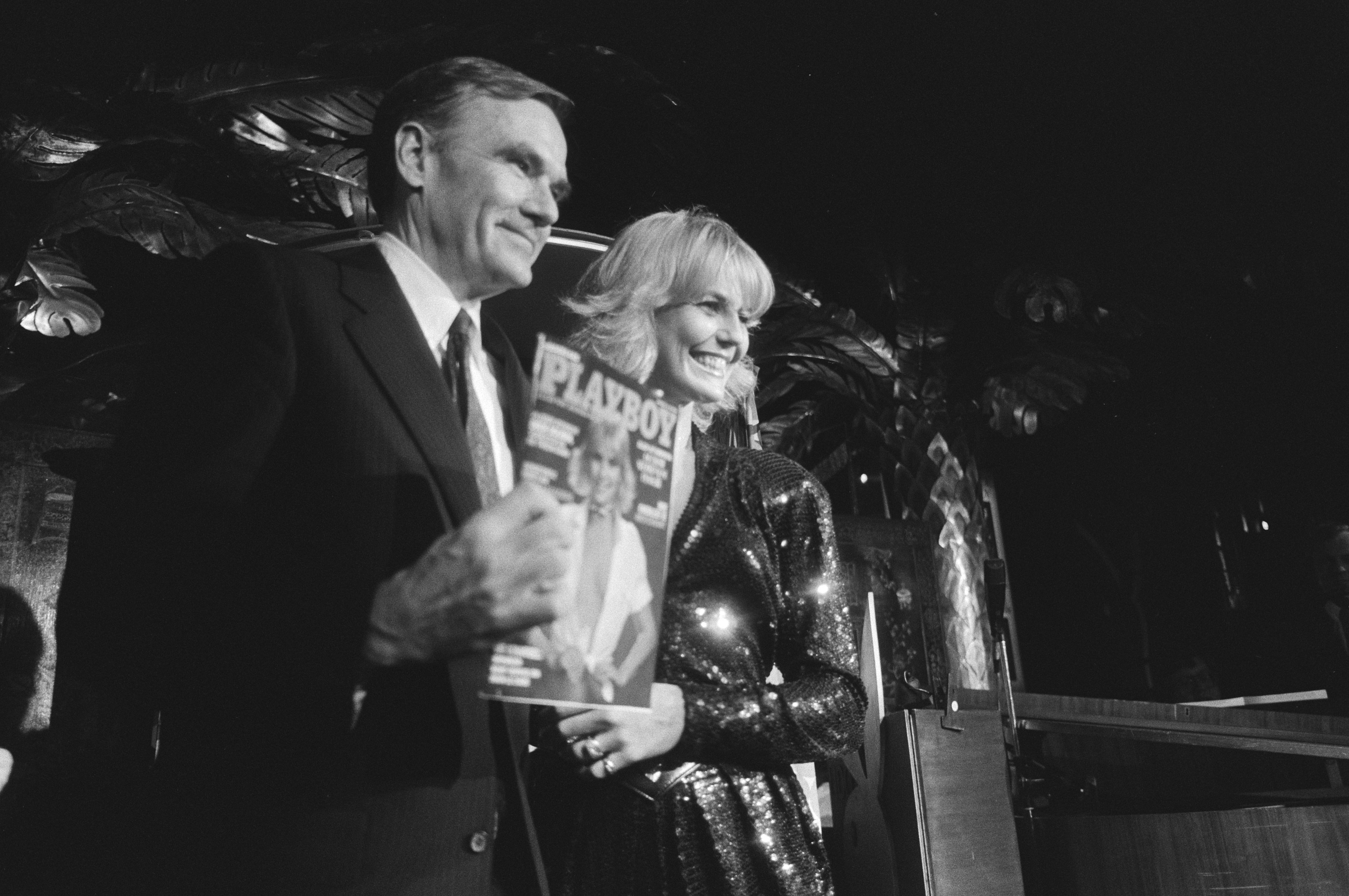
オランダ版（1983年）

また1970年代から1980年代においては、ヨーロッパ各国や日本など、先進国を中心に各言語版の出版を進めたほか、事業多角化や新たなメディアへの進出に必要な資金調達のため、念願のニューヨーク株式市場への上場も果たした。
またヘフナーの自宅の「プレイボーイ・マンション・ウェスト」をビバリーヒルズに作り、パーティーにミック・ジャガーやモハメド・アリ、ジェームス・カーンなどのセレブリティが集まる名所となる。以降はシカゴとビバリーヒルズをダグラスDC-9で飛び回る生活を送ることになる。
しかし1980年代には、ロンドンの「プレイボーイ・クラブ」のカジノの経営権がはく奪されたうえ、アトランティックシティのカジノホテルの経営権も下りないなどの波乱に見舞われた（ロンドンの「プレイボーイ・クラブ」はその後営業が再開された）。

### ヘフナー引退
一時的な人気低下を乗り越え、ケーブルテレビや衛星放送などのさまざまな取り組みも成功したのを皮切りに、1988年にはヘフナーが引退を表明。ビバリーヒルズの「プレイボーイ・マンション」に隠居する。
同年よりヘフナーの娘であるクリスティー・ヘフナーがプレイボーイ社のCEOに就任した。現在はCEO兼取締役会長も務める。
しかしヘフナーは、「プレイボーイ・マンション」に隠居すると言いつつ、さまざまなメディアに『プレイボーイ』を代表する人物として出演を続けた。

### 50周年記念

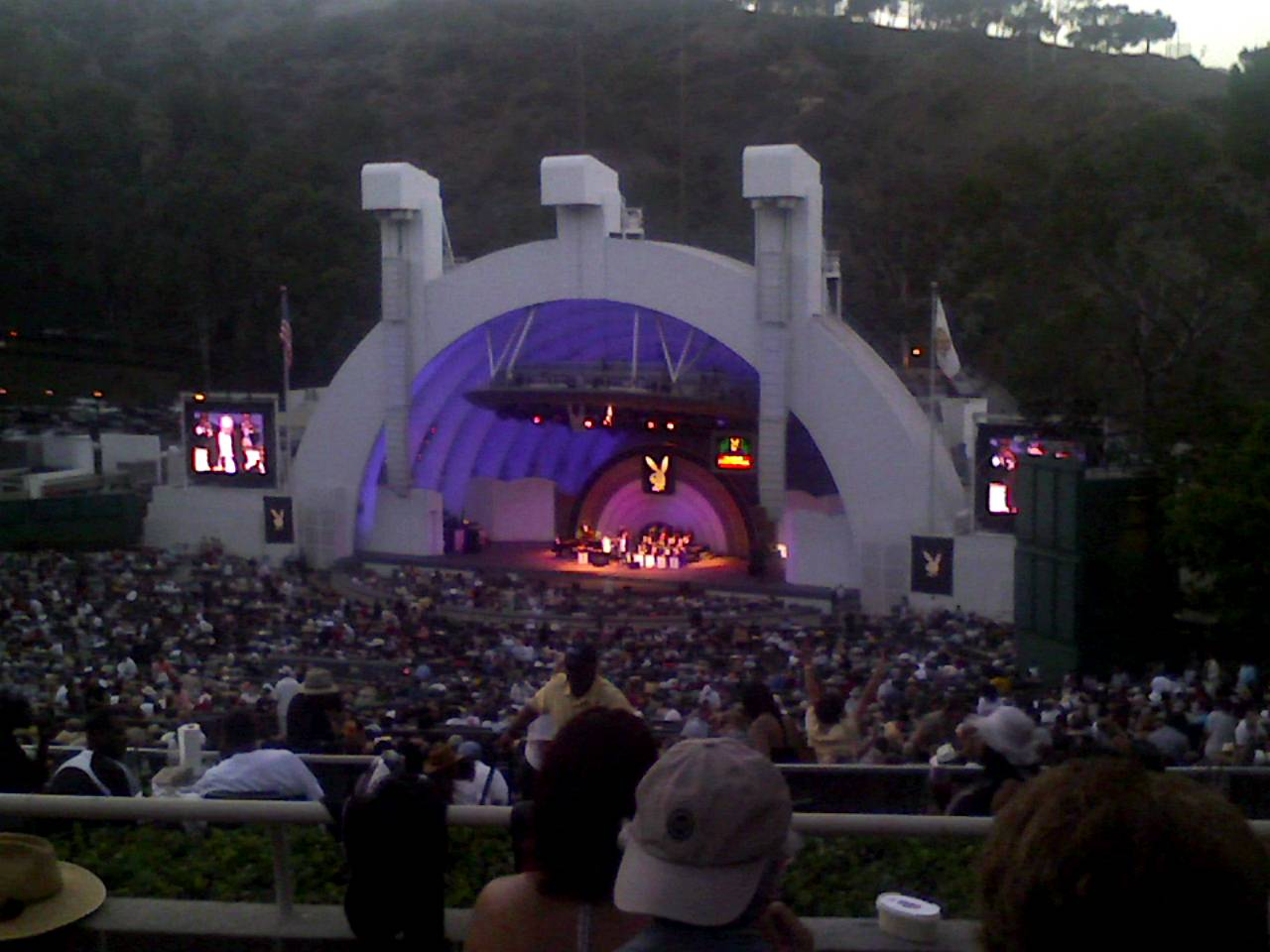
「プレイボーイ・ジャズ・フェスティバル」（2007年）

『プレイボーイ』は2004年1月号で50周年記念を迎えた。このイベントを祝って、1年を通してラスベガス、ロサンゼルス、ニューヨーク、モスクワで記念式典が開催された。
また2010年に、1953年の創刊号から2009年12月号までの全ての記事を収録した250GBハードディスクが、299ドル95セントで発売された。収録号は650を超え、総ページ数は10万以上になるという。
「プレイボーイ・ジャズ・フェスティバル」など、音楽をはじめとするさまなメディアへの進出も安定した収益を上げ、2005年から2010年まで放送されたリアリティ番組「ガールズ・ネクスト・ドア」はリアリティショーの人気に乗り、6シーズン続くヒットとなり、またヒューは最後の再婚相手のクリスタル・ ハリスを見つけた。

### ヌード掲載中止

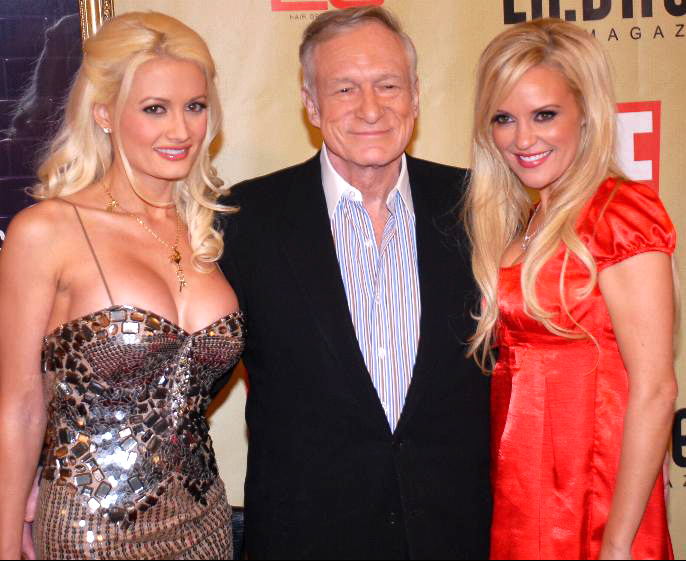
「プレイボーイ・マンション」でのヘフナー（2007年）

2015年10月、スコット・フランダース最高経営責任者は、翌2016年3月号を以て、同誌の看板ともいえる女性のフルヌード写真の掲載を中止することを発表した。インターネットが普及し、裸の画像が容易に閲覧出来る2015年現在では、ヌード写真は「時代遅れ」と判断された結果である。
2016年1月/2月号の『最後のフルヌード写真モデル』は、48歳のパメラ・アンダーソン（プレイメイト掲載14回目）が務めた。しかし掲載停止から1年後となる2017年2月13日、CCOのクーパー・ヘフナーは「ヌードを止めたのは間違いだった」との声明を出し、ヌード写真を紙面に復活させる意向を表明した。

### 21世紀
『プレイボーイ』ブランドの総売上高は2016年には15億ドルにのぼり、ニューヨークやロンドンの「プレイボーイ・クラブ」は安定した人気を誇り、ラスベガスも再展開するなど、ブランドの知名度は世界的なものを誇る。
2017年9月29日に、雑誌の創設者であり『プレイボーイ』ブランドを体現する存在のヒュー・ヘフナーが、自宅「プレイボーイ・マンション」で死去した。91歳であった。
2020年3月18日、紙媒体の発行が2020年春号をもって終了することが発表された。なお、オンライン版は不定期ながらも今後も継続するという 。

## 記事

### 「プレイメイト」

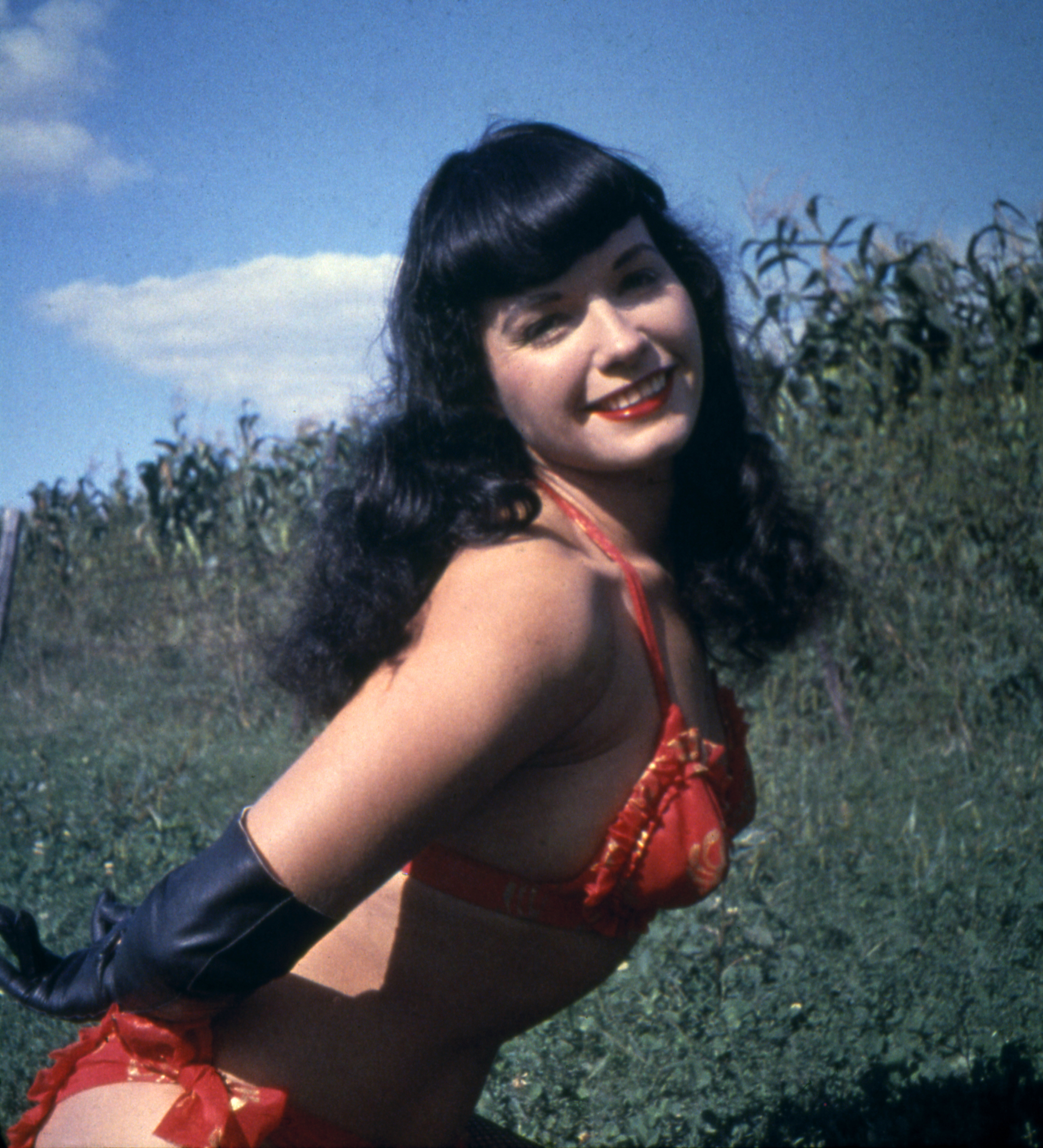
「ボンデージ・クィーン」と呼ばれたベティ・ペイジ

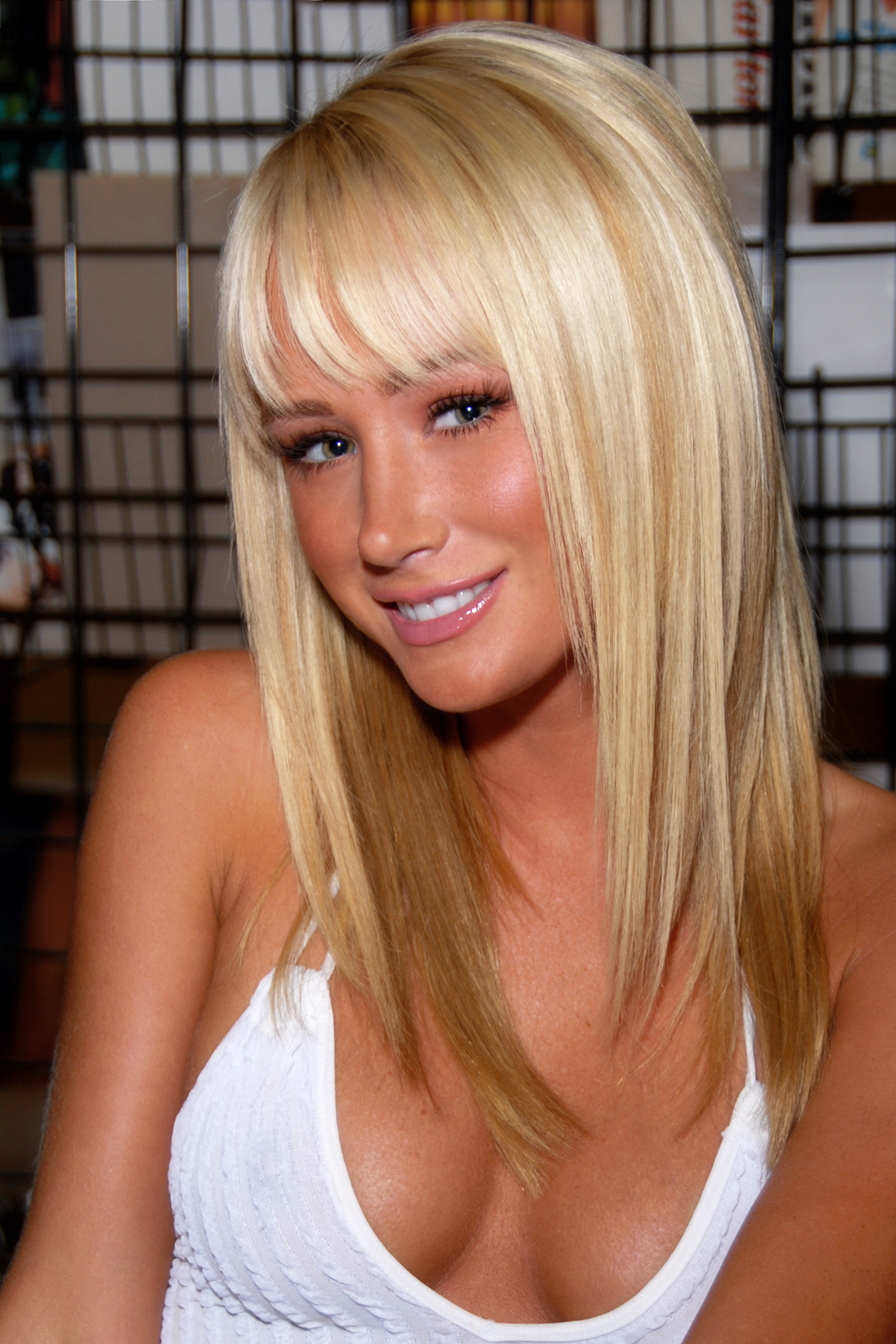
2007年のプレイメイト・オブ・ザ・イヤー、サラ・ジーン・アンダーウッド

最大の売り物で、かつ雑誌のアイデンティティとも言われるのが、若い女性のヌードグラビアである。グラビアに採用されたモデルは「プレイメイト」と呼ばれ、このグラビアに登場することを登竜門に出世していくモデルも多い。

### 写真の修整
『プレイボーイ』が掲載写真に対して行っているエアブラシ修正（近年ではソフトウェア修正）には議論が起きている。一部の読者は、この種の修正行為は写真からリアリティを奪い、写真を不自然なものにしてしまうと提言している。

#### モデルへの対価
| 時期            | 金額（米ドル） |
| --------------- | -------------- |
| 1959年 – 1960年 | $500           |
| 1961年 – 1965年 | $1,000         |
| 1966年 – 1967年 | $2,500         |
| 1968年 – 1969年 | $3,000         |
| 1970年 – 1977年 | $5,000         |
| 1978年 - 1983年 | $10,000        |
| 1984年 – 1989年 | $15,000        |
| 1990年 – 2015年 | $20,000        |

| Year            | Amount              |
| --------------- | ------------------- |
| 1960年 – 1963年 | $500とボーナス$250  |
| 1982年 – 1997年 | $100,000と自動車1台 |

### 「プレイボーイ・インタビュー」
セレブリティを招いて収録される「プレイボーイ・インタビュー」は、その攻撃的なスタイルと取材・撮影に通常7時間から10時間程度かける手間をかけたプロセスが有名になっている。
1962年9月号（9巻9号）のマイルス・デイヴィスの回から始まり、以後、
- ヤーセル・アラファート
- ジョン・レノン
- モハメド・アリ
- マルコムX
- マーティン・ルーサー・キング・ジュニア
- ジャン＝ポール・サルトル
- スティーブ・ジョブズ
- カール・セーガン
- サルバドール・ダリ
- ロバート・デ・ニーロ
- ラルフ・ネーダー
- バートランド・ラッセル
- ラリー・エリソン
- オーソン・ウェルズ
- ジョージ・ウォレス
- カート・ヴォネガット
- フィデル・カストロ
- ジミー・カーター
- アーサー・C・クラーク
- スティーヴン・ホーキング
- ジョージ・リンカーン・ロックウェル

といった著名人が招かれた。なお、過去に起用されたインタビュアーにはアレックス・ヘイリーやアルビン・トフラーなどがいる。

## ロゴ
タキシードの蝶ネクタイをつけたウサギの横顔を図案化したロゴ（「ラビットヘッド」）は、アートデザイナーのアート・ポールが雑誌2号目のためにデザインしたもの。以来、このロゴは毎号掲載されるようになった。雑誌の表紙やグラビア写真の中にこのロゴをこっそりと忍ばせるお遊びも伝統となっている。ヘフナーは、ウサギには“快活で、遊び心や茶目っ気がある”というイメージから、「ユーモラスであり、セクシーさの象徴」としてウサギをマスコットに選んだと語っている。ウサギは繁殖力、つまり性欲が強く性行為の暗示的意味があった。
このラビットヘッドは色々なジャンルのデザインで採用されている事があり、アメリカ海軍のVX-4飛行隊に属するF-14トムキャット、F-4の尾翼にラビットヘッドが描かれた例がある（これに関連して、新谷かおる原作の漫画『エリア88』の登場人物であるアメリカ海軍出身のミッキー・サイモンのパーソナルマークともなっており、作中F-14の水平尾翼にラビットヘッドが描かれていた）。
このウサギは、上述した通り『プレイボーイ』が雑誌との連動企画として展開した「PLAYBOY CLUB」という高級バーを設立するにあたり、ウェートレスが着用したユニフォーム・バニー・ガールのモチーフになっている。

## 都市伝説
表紙にプリントされていたある「印」のおかげで、ヘフナーとその号の表紙を飾ったプレイメイトに関する都市伝説が始まった。「印」とは、『PLAY - 』の「P」という文字の中や周囲に印刷されていた★（星）のことであり、1976年に半年だけ途切れたが、1955年から1979年までの間、表紙に印刷され続けた。
噂や勝手な憶測によると、この星の数はその号の表紙を飾るプレイメイトに対してヘフナーが与えた評価・格付けであり、その子がどれだけ魅力的か、あるいは彼女と寝た回数、またはベッドでどのぐらいよかったかの点数だと言われた。だが、0から12まであったその星の数は、実際はその号の国内、海外への広告地域を示していた。

## 販売規制

### アメリカ
1986年にアメリカ合衆国のコンビニエンスストア大手の「セブン-イレブン」は、キリスト教右派を始めとした、各方面からの圧力を受けて『プレイボーイ』の取り扱いを取り止めたが、結局2003年末頃に販売を再開した。

### 日本
日本では、女性器の写った写真を削除した独自版が、集英社によって発行されていた。しかし、2008年11月下旬に発売された2009年1月号を以って日本版「月刊プレイボーイ」を休刊した。不況による広告収入の減少や、インターネットや携帯電話などの普及により、雑誌離れが進んでいることが休刊の理由とされる。なお、同社が発行する週刊雑誌である『週刊プレイボーイ』（2019年9月現在発行継続中）とはライセンス契約を含めて一切関連がない。

### アジア
『プレイボーイ』は、中華人民共和国やミャンマー、タイ、シンガポール、韓国などのような、政治的、もしくは宗教的観点から表現の自由が規制されているアジアの多くの地域のみならず、中華民国やインドのような表現が比較的自由な民主主義国でも販売、流通が禁じられている。
また、マレーシアやブルネイを含む、ほぼ全てのイスラム国家でも上記のアジア諸国同様に禁止状態であるが、2006年3月に『プレイボーイ』インドネシア版が立ち上げられようとした。しかし、第1号の発行前から論争が巻き起こった。インドネシア版は日本版同様に何らかの変更が加えられたものになるとされていたが、インドネシア政府はポルノ規制を行うための法的手段などを利用して発行に対抗しようとした。
なお、サウジアラビアやアラブ首長国連邦、シンガポールは、名指しで持ち込み自体が禁止されている。一方で、もともとはイギリスの植民地で、現在は中華人民共和国の特別行政区である香港では制限を受けていない。

## アメリカ合衆国の大手エージェンシーとの関係と契約
『プレイボーイ』はアメリカ合衆国の大手エージェンシーの、クリエイティヴ・アーティスツ・エージェンシー（CAA）、ウィリアム・モリス・エンデヴァー（WME）、ICMパートナーズ（ICM）、ユナイテッド・タレント・エージェンシー(UTA)との関係とモデルとの契約しているか?